# Chỉ số chất lượng chuỗi mát
Chỉ số chất lượng chuỗi mát (viết tắt là "CCQI") - được thành lập bởi Hiệp hội chuỗi mát (CCA) và Germanischer Lloyd (GL) - là một tiêu chuẩn công nghiệp đo lường độ tin cậy, chất lượng và kỹ năng trong hậu cần quan trọng về nhiệt độ như thực phẩm, hoa và thực vật, một số hóa chất, dược phẩm và máu người.  Nó sử dụng một hệ thống điểm chuẩn để đánh giá các biện pháp chất lượng minh bạch và có thể so sánh.

## Mục tiêu và tiêu chuẩn
Mục đích của CCQI là cải thiện tính nhất quán của các chuỗi mát trên toàn cầu, bao gồm các hãng vận chuyển dễ hỏng và các sản phẩm nhạy cảm với nhiệt độ (PTSP) (các hãng hàng không, vận tải đường bộ), đại lý xử lý, giao nhận, trung tâm dễ hỏng, sân bay, kho (cửa hàng lạnh dài hạn và ngắn hạn) và vận tải biển và container thông thường.  CCQI có các yêu cầu rất giống với bất kỳ hệ thống quản lý chất lượng nào khác thuộc loại ISO 9000.  Tổ chức cố gắng chứng nhận phải xác định từng hoạt động trong đó tổ chức xử lý các sản phẩm nhạy cảm với nhiệt độ.  Đối với mỗi thao tác này, các quy trình của chúng được so sánh với các Bảng chính của tiêu chuẩn.  Tiêu chuẩn được tạo ra theo cách chứng thực đánh giá định tính về cài đặt kỹ thuật, quy trình và trình độ nhân viên và giúp công ty có thể so sánh với các đối thủ cạnh tranh mà còn cải thiện hiệu suất của chính mình  Bảng chính cho từng phần của chuỗi cung ứng lạnh đại diện cho các hướng dẫn sẽ đảm bảo rằng sản phẩm nhạy cảm với nhiệt độ sẽ được phân phối ở nhiệt độ phù hợp bắt đầu từ hiện trường và hoàn thiện khi tiêu thụ.  Tiêu chuẩn này tìm cách cho phép các nhà khai thác thực hiện kiểm tra sự phù hợp với thực tiễn hiện đại và cung cấp đánh giá định lượng cho chất lượng chuỗi mát 